# SN 2009da
SN 2009da – supernowa typu Ia odkryta 7 kwietnia 2009 roku w galaktyce A214208-0646. W momencie odkrycia miała maksymalną jasność 16,90m.